# Сочевичний суп
Сочеви́чний суп — традиційна перша страва кухні країн Сердземномор'я, основним складником якої є сочевиця. Цей суп є широко розповсюдженим на Близькому сході та в Південній Європі. Залежно від сорту сочевиці, суп може бути різного кольору: від сіро-жовтого або жовтого до зеленого.

## Історія і поширення
Сочевиця є однією з найдавніших культур, що стала розводитися людиною. Про сочевичний суп згадується в Біблії. Так, Ісав відмовився від свого первородства за горщик ароматного червоного сочевичного супу, який готував його брат Яків. За традицією суп із сочевиці в Стародавньому Ізраїлі подавали під час трауру. Також сочевичний суп був поширений в Стародавній Греції, про що свідчить коментар Аристофана: «Ти, хто наважився образити суп із сочевиці, найсолодший з делікатесів».
Нині ця страва поширена в країнах Близького Сходу й Північної Африки, Туреччині, Вірменії. Після прибуття до Європи численних мігрантів з цих країн сочевичний суп поширився й в Західній Європі.

## Приготування
Сочевиця промивається та замочується. В цей час готується підсмажка з моркви, цибулі (додається також селери, помідори), потім додаються часник і солодкий (або гострий) перець. Потім закинути до каструлі й залити овочевим чи м'ясним бульйоном (або водою). Після нетривалої варки засипати сочевицю й варити на помірному вогні 20 хвилин.
Можливий інший варіант: спочатку починає варитися сочевиця, після закипання кладуться овочі (також можна додавати гарбуз і картоплю). Вариться до готовності.
Суп може бути вегетаріанським або м'ясним, використовується в залежності від можливостей або бажання коричнева, червона, жовта або чорна сочевиця, з лушпинням або без. Очищена жовта та червона сочевиця роблять більш насиченим та густим. Додаються також лавровий лист, кмин, оливкова олія, лимонний сік або оцет.